# Augustenborg község
Augustenborg község (dánul: Augustenborg Kommune) egy megszűnt község (kommune, helyi önkormányzattal rendelkező közigazgatási egység) Dániában, Sønderjylland megyében.
A 2007. január 1-jén életbe lépő közigazgatási reform során Broager, Gråsten, Nordborg, Sundeved, és Sydals községekkel együtt Sønderborg községhez csatolták.